# Fatehganj Pashchimi
Fatehganj Pashchimi là một thị xã và là một nagar panchayat của quận Bareilly thuộc bang Uttar Pradesh, Ấn Độ.

## Nhân khẩu
Theo điều tra dân số năm 2001 của Ấn Độ, Fatehganj Pashchimi có dân số 20.811 người. Phái nam chiếm 53% tổng số dân và phái nữ chiếm 47%. Fatehganj Pashchimi có tỷ lệ 47% biết đọc biết viết, thấp hơn tỷ lệ trung bình toàn quốc là 59,5%: tỷ lệ cho phái nam là 54%, và tỷ lệ cho phái nữ là 39%. Tại Fatehganj Pashchimi, 20% dân số nhỏ hơn 6 tuổi.